# U.S.S.ディスカバリー
- スタートレック
  - スタートレック:ディスカバリー > U.S.S.ディスカバリー
  - スタートレックに登場した宇宙船のクラス一覧 > クロスフィールド級 > U.S.S.ディスカバリー

U.S.S.ディスカバリー(U.S.S.Discovery)はSFドラマ『スタートレック』シリーズのTVシリーズ、『スタートレック:ディスカバリー』(Star Trek:Discovery）に登場する架空の宇宙船である。

## 概要
23世紀中期の惑星連邦宇宙艦隊の先端技術実験船。艦級はクロスフィールド級、登録番号NCC-1031、全長750.5メートル、乗員136名。約300種類もの科学実験に対応可能な設計がなされている。
2250年代半ばに、宇宙空間に独特のネットワーク網を形成する宇宙植物マイセリウムの胞子を用いて長距離瞬間移動を実現する新型航行機関「活性マイセリウム胞子転移ドライブ」の実験艦として、同型艦のU.S.S.グレンとともに運用されていた。

## 経歴
U.S.S.ディスカバリーは同型艦のU.S.S.グレンと共に実験的なトランスワープ技術「活性マイセリウム胞子転移ドライブ」の運用研究を行っていたが、グレンはこの技術が原因となり消失。一方で胞子ドライブの完全な制御方法を得たディスカバリーは、この技術によって当時の惑星連邦とクリンゴン帝国の戦争終結に決定的な貢献をする。（シーズン1）
2257年、10万年分の膨大な内容を持つ「球体」のデータベースを継承したために、船自体が大規模な文明滅亡の危機をはらむこととなる。しかしながら球体データの影響で船のコンピュータがAIに似た自我を持ち始めたため（のちに自ら"ゾーラ"と名乗るようになる）ディスカバリーの「自爆」も「外部からの攻撃」による破壊も不可能と判断したクルーらは、時空に穴をあけてはるか未来へと転移させる決意をし、多大な妨害に遭いながらもそれを実行する。その後ディスカバリーは胞子ドライブとともに公式記録から抹消される。（シーズン2）
3189年にまで時空を飛び越えたディスカバリーは、時間冷戦とダイリチウムの枯渇により極端に弱体化した惑星連邦を目の当たりにし、連邦を復活させるべく奮闘する。その際、DIS35話「ゴミを漁る者たち」にて大規模な船体改装を受け、レジストリナンバーを「NCC-1031-A」に改められる。（シーズン3）
ダイリチウムの確保に成功したディスカバリーは、バーナム大佐を船長に置き、それを交渉材料に徐々に惑星連邦と宇宙艦隊を復元させていく。しかし正体不明かつ神出鬼没の重力異常現象により連邦領域の有人惑星の数々が予測もできず破壊される危機が到来、ディスカバリーは現象の解明に取り組む。（シーズン4）
惑星連邦はディスカバリーに24世紀のロミュラン人科学者の艦の調査を命じる。そこには『新スタートレック』（TNG）第146話「命のメッセージ」に登場した、数十億年もの昔に銀河中の全てのヒューマノイド種（人間型種族）の発生を促した「創始者」の超古代技術技術を、24世紀の科学者グループが発見、隠匿した記録があった。ディスカバリーは24世紀の科学者たちが隠した手がかりを探し、同じ超古代技術を狙うブリーン帝国と激しい争奪戦を行う。（シーズン5）

### 船長
- ガブリエル・ロルカ大佐(S1)
- フィリッパ・ジョージャウ大佐(S1)
- クリストファー・パイク大佐(S2)
- サルー大佐(S3)
- マイケル・バーナム大佐(S4-5)

## デザイン
デザインはU.S.S.エンタープライズEの生みの親であるジョン・イーブス。改装型エンタープライズのデザインを担当したラルフ・マクウォーリーとケン・アダムスが、その仕事を受けるきっかけとなった1977年発表の「第2船体が三角形のエンタープライズ」がモデルとなっている。
第1船体（円盤部）に第2船体（推進部）が接続した、『スタートレック』シリーズの惑星連邦の宇宙艦のオーソドックスな構造を踏襲しているが、一目でディスカバリーと分かるかなり独特の形状をしている。最大の特徴は「リング状の第1船体」、「三角形型の第2船体」、「長大なワープナセル」、「金色の船体」である。
またマクウォーリーの直線を多用したデザインへのオマージュか、ディスカバリーもまた直線を多用した精悍で無骨な艦となっており、24世紀のU.S.S.エンタープライズDやU.S.S.ヴォイジャーのような滑らかさはない。また横から見るとU.S.S.エンタープライズEのシルエットに似ており、ジョン・イーブスらしさも楽しめるデザインとなっている。

### 第1船体
第1船体は円盤型ではなくリング型となっている。球型のブリッジモジュールを中心核とし、それを大小2つのリング状の船体（便宜上、外環船体・中環船体と呼称する）が囲うことで円盤のシルエットを形作っている。これらには可動ギミックがついており、胞子転移ドライブでジャンプする際にメリーゴーランドのように回転する。外環船体と中環船体の隙間は橋のような通路でつながっているがブリッジモジュールは孤立しており、ドーサルネックからの接続のみとなっている。

### 第2船体
第2船体は三角形型をしているが、これは第2船体全体にまでおよぶ三角形型の巨大なワープナセルパイロンを持つ構造といえ、艦首側の頂点部分とドーサルネックの交点にデフレクター盤が設置されている。艦尾側の頂点はワープナセルが接続される。船体構造上、連邦艦には珍しいワープナセルが船体に対して水平に設置されるタイプの艦となっている。パイロン船尾は大規模なシャトル格納庫のシャッターとインパルスエンジンが座する。
つまるところ、三角形型の巨大なワープナセルパイロンに、ワープナセル、インパルスエンジン、デフレクター盤という艦の推進機構が集約している構造となっている。

### ワープナセル
多くの連邦艦のワープナセルは第1船体とほぼ同じ長さであるが、ディスカバリーのワープナセルは第1船体と第2船体を合わせた長さとほぼ同じという異例なほどの長大さで、かつ艦尾に行くほど細くなる。船体に対してワープナセルが長い艦にエクセルシオール級があるが、それ以上に長い。このワープナセルのおかげで、ディスカバリーはリメイクされた本作のU.S.S.エンタープライズNCC-1701（全長442m）と同程度であるにもかかわらず、全長750ｍとなっており、24世紀のU.S.S.エンタープライズEの全長685mより長い。全長が極めて長いものの、船体規模としてはエクセルシオール級（全長466m）やイントレピッド級（全長344m）と同程度である。ワープナセル側面にはライン状のワープフィールドグリルがあり、青く発光する。ナセル先端のバサードラムスクープはこれまでにない複雑な形状で、素粒子取り込み口らしき機構が3つある。

### 船体色
連邦艦の色は白～薄青灰色、もしくは灰色であったが、ディスカバリーはこれまでの連邦艦にはなかった金色の船体色をしている。ただし反射光や光のコントラストの強い宇宙空間においては、金色の船体は少々判別しにくい。

## 武装
フェイザーと光子魚雷、防御シールドといった伝統的なスタートレックの武装をしている。フェイザーは青色のビームを連射する形式で、年代的に考察すればU.S.S.エンタープライズNCC-1701同様のタイプ5フェイザーである。フェイザーと光子魚雷の演出は、『宇宙大作戦』(TOS) 同様の青いビームと光弾となっている。防御シールドもTNGのような卵の殻状のバリヤーではなく、船体密着型のTOS仕様である。

## 推進システム

### ワープドライブ
23世紀の標準的なワープドライブを搭載。最高速度は明言されていないが、17話で「51450光年先までは最高ワープ速度でも150年かかる」というパイク船長の台詞があり、逆算するとディスカバリーの最高巡航速度は旧ワープ7（光速の343倍）となる。その他の特に急がないシーンでは旧ワープ5（光速の125倍）で巡航。
ただし『スタートレック:ヴォイジャー』でのU.S.S.ヴォイジャーNCC-74656は、ワープ9.975（光速の5754倍）の速度を12時間維持できる能力があるものの、数カ月単位の長期間に渡って維持できる最高巡航速度はワープ8（光速の1024倍）であり、75000光年の旅路を行くのに70年以上かかる目算となる。つまりディスカバリーも最高巡航速度が旧ワープ7で、瞬間的に出せる最高ワープ速度は別である可能性がある。

### 活性マイセリウム胞子転移ドライブ(Displacement-activated spore hub drive)
劇中では「胞子ドライブ(Spore drive/S-drive)」と呼ばれる。宇宙空間とその裏側の亜空間に、きのこの巨大菌糸に似た「マイセリウムネットワーク」を張り巡らせる宇宙植物マイセリウムの性質を利用し、艦を一瞬だけ「マイセリウム空間(mycelial plane/mycelial space)」に沈ませ、ネットワーク内の別の地点まで瞬間移動したのちに通常宇宙に復帰するトランスワープ技術。ワープエンジンも亜空間もワームホールも使わない、スタートレックにおいてはこれまで登場したいかなるトランスワープとも一線を画す異様な技術。ただしネットワークのまばらな宙域には目的地の最寄りの場所までしか移動できず、そもそもネットワーク網の存在しない天の川銀河の外へはジャンプできない。
胞子ドライブはわずか数kmの距離から遥か50000光年もの距離まで、マイセリウムネットワークさえ張られた場所であればどこにでも瞬間移動できる。しかし宇宙植物マイセリウムの栽培収穫と、マイセリウムとDNAを相互交換し交信しあえる「航海士」となる生物が必要で、さらに航海士はジャンプに際して身体的負担がかかるため設計図面さえあればどの宇宙艦にも搭載可能な汎用性の高い技術とはいえない。当初U.S.S.グレンは、貯蔵中のマイセリウム胞子を目当てにに潜り込んできた宇宙生物の巨大クマムシを航海士として（捕縛して強制的に）利用することで実用的な長距離ジャンプを実現したが、その実験の失敗によってクルー全員が縄状にねじり死んで船は全滅。クマムシを回収したディスカバリーもクマムシの利用法に気づきグレンに倣うが、戦時下における連続ジャンプでクマムシの消耗が激しく乾眠（クリプトビオシス)状態に入り利用が不可能になる。機関主任のポール・スタメッツ大尉が独断で自らにクマムシのDNAを取り込む遺伝子操作を行い、彼が航海士役を担うことで再び稼働が可能となった。惑星連邦では過去に優性人類を生み出す遺伝子操作を固く禁じており、スタメッツ大尉の遺伝子操作も本来許されるものではなかったが、戦時下であったことから例外的に容認された。クマムシは当時U.S.S.ディスカバリーの指揮権を持っていたサルー中佐が境遇を哀れんで宇宙に解放した。戦後においては胞子ドライブの運用は認められていなかったものの、連邦から最重要任務を与えられていたクリストファー・パイク船長が、5万光年を超える距離の移動が必要となった際「大目に見てもらおう」として再運用に踏み切っている。
以上のように、装置設備の他にも「一定量のマイセリウム胞子」「航海士」「連邦規則」の条件をクリアして初めて使用できるものだが、航海士については独特なテレパシー能力を持つクイジャン人でも務められるようである。
ディスカバリーのクルーは当初、あくまでも宇宙空間を転移するシステムとして利用していたが、後に鏡像宇宙への意図的な次元移動も可能であることが判明。そのような技術の存在が公になると広く混乱を招くことが懸念されたため、連邦司令部の判断により鏡像宇宙に関連する情報は廃棄された。またディスカバリーは2257年に、船体と一体化した巨大データベースを守るため遠い未来へ移動し、胞子ドライブもまたディスカバリーの消失とともに公式記録から存在自体を抹消された。そのため移動先である32世紀においても胞子ドライブは独特で異様な技術であり、32世紀の科学者からは「これが900年前の技術とは思えない。科学の黄金時代だったのだろう」と絶賛された。ダイリチウムの枯渇で気軽に高速ワープ移動ができないという未来世界において、ダイリチウムなしでどこへでも移動できるディスカバリーはその能力を最大限に活かすこととなる。
胞子ドライブを稼働させる際には艦内に「ブラック警報(Black alert)」が発令され、第1船体の回転ギミックが動くと同時に艦全体がきりもみ回転して瞬間移動する。ブラックアラートはシリーズ初登場で、レッドアラート（非常警報）、イエローアラート（警戒警報）、ブルーアラート（離着陸警報）とも異なる不気味な異質さをよく表現している。

## U.S.S.ディスカバリーNCC-1031-A
DIS35話「ゴミを漁る者たち」にて3週間の改装を受けたディスカバリーは、新たな「NCC-1031-A」というレジストリナンバーを与えられ、直線が多い23世紀の無骨なデザインから、なめらかな曲線を持つデザインへマイナーチェンジがされる。プログラマブル素材を利用した改装によってワープナセルが分離型となり、三角形型の第2船体は全体がなだらかに傾斜を持つ上下左右対称型となる。ドーサルネック～第1船体接続部分が逆三角形型に太くなり、第1船体の外環船体と中環船体をつなぐ橋部も消失している。船体から離れたワープナセルはワープジャンプの際にパイロンに寄り接続する。その他、デフレクター盤やインパルスエンジン、ワープフィールドグリルなど各ディティールも力強くスタイリッシュにアップグレードされている。
船体外部隔壁はデュラニウム合金からニュートロニウムへと換装、内装はプログラマブル素材による物理的かつ立体的なインターフェイスにアップグレードされたが、クルーの使い勝手を考慮しあえて旧来の形式が継続され、あまり変化がない。
シーズン5最終話では、第1船体と第2船体を分離する戦術が見られる。また、ラストシーンでは改装前のNCC-1031の姿に戻され、銀河の果ての特定座標で無人のまま長い年月"クラフト"を待つという任務を与えられる。

### 性能
胞子ドライブ、ワープドライブ、シールド、光子魚雷など、スタートレックの宇宙艦の基本的な機能に変化はないものの、シールドは量子魚雷の爆発に充分耐える等、船体の耐久力は格段に上がっている。23世紀時点ではなかったホロデッキやレプリケーターなどの設備も設置された。転送はコムバッジの新機能による個人転送が主流となっているため、転送パッドが設置された専用の転送室が使用される描写はない。
なお惑星連邦は26世紀にはタイムトラベル技術を持つに至ったが、『スタートレック:エンタープライズ』で描かれた時間冷戦などタイムトラベル技術による紛争が好ましい結果を残さなかったらしく、32世紀の世界では時空関連の技術は禁忌となっている。